# Chevrolet Confederate
La Confederate è un'autovettura compact prodotta dalla Chevrolet nel 1932.

## Storia
Il modello era dotato di un motore a sei cilindri in linea e valvole in testa da 3.179 cm³ di cilindrata che sviluppava 60 CV di potenza. I freni erano a tamburo sulle quattro ruote. Il cambio era a tre rapporti e la trazione era posteriore.
Di Confederate ne furono assemblati 306.716 esemplari.